# HD 93372
HD 93372，又名CP-71 1118，SAO 256752、HR 4213，是一颗恒星，视星等为6.27，位于銀經293.6，銀緯-11.91，其B1900.0坐标为赤經10h 41m 39.9s，赤緯-71° -11.91′ 9″。